# Sivry-Courtry
Sivry-Courtry – miejscowość i gmina we Francji, w regionie Île-de-France, w departamencie Sekwana i Marna.
Według danych na rok 1990 gminę zamieszkiwało 809 osób, a gęstość zaludnienia wynosiła 36 osób/km² (wśród 1287 gmin regionu Île-de-France Sivry-Courtry plasuje się na 678. miejscu pod względem liczby ludności, natomiast pod względem powierzchni na miejscu 52.).